# Khizilordà
Khizilordà (kazakh: Қызылорда) és una ciutat del Kazakhstan, capital de la província del mateix nom. Té una població de 157.400 (1999) i es troba a la riba del Sirdarià que passa per la ciutat. Disposa d'aeroport i Universitat de l'estat. A la rodalia hi ha pous de petroli a la conca del riu Turgai.

## Clima
La ciutat té un clima continental amb el mes més fred (gener) amb –8,4 °C i el mes més càlid (juliol) amb 27,5 °C. Les precipitacions anuals són de 174 litres. L'estiu és el període més sec.

## Història
Fou fundada el 1820 com una fortalesa del Kanat de Kokand amb el nom d'’Ak Masdjid o Akmecet (també Aq Masjid, Aq Mechet, i altres variants). Muhammad Yakub Beg fou comandant d'aquesta fortalesa que fou ocupada pels russos sota el general Vassili Alekséievitx Perovski el 28 de juliol de 1853 (calendari gregorià) o sigui el 9 d'agost. Es va dir llavors Fort Perovski i el 1867 Perovsk sent capital d'un districte de la província de Sirdarià. El 1920 va recuperar el seu nom d'Ak Masdjid que va canviar el 1924 a Khizilordà (khizil = roja, ordà = capital) i fou capital de la República Socialista Soviètica Autònoma Kazakh fins al 1927 i després de la província de Khizilordà.
Està agermanada amb Arvada, dels Estats Units d'Amèrica.